# Festival de la luna mora

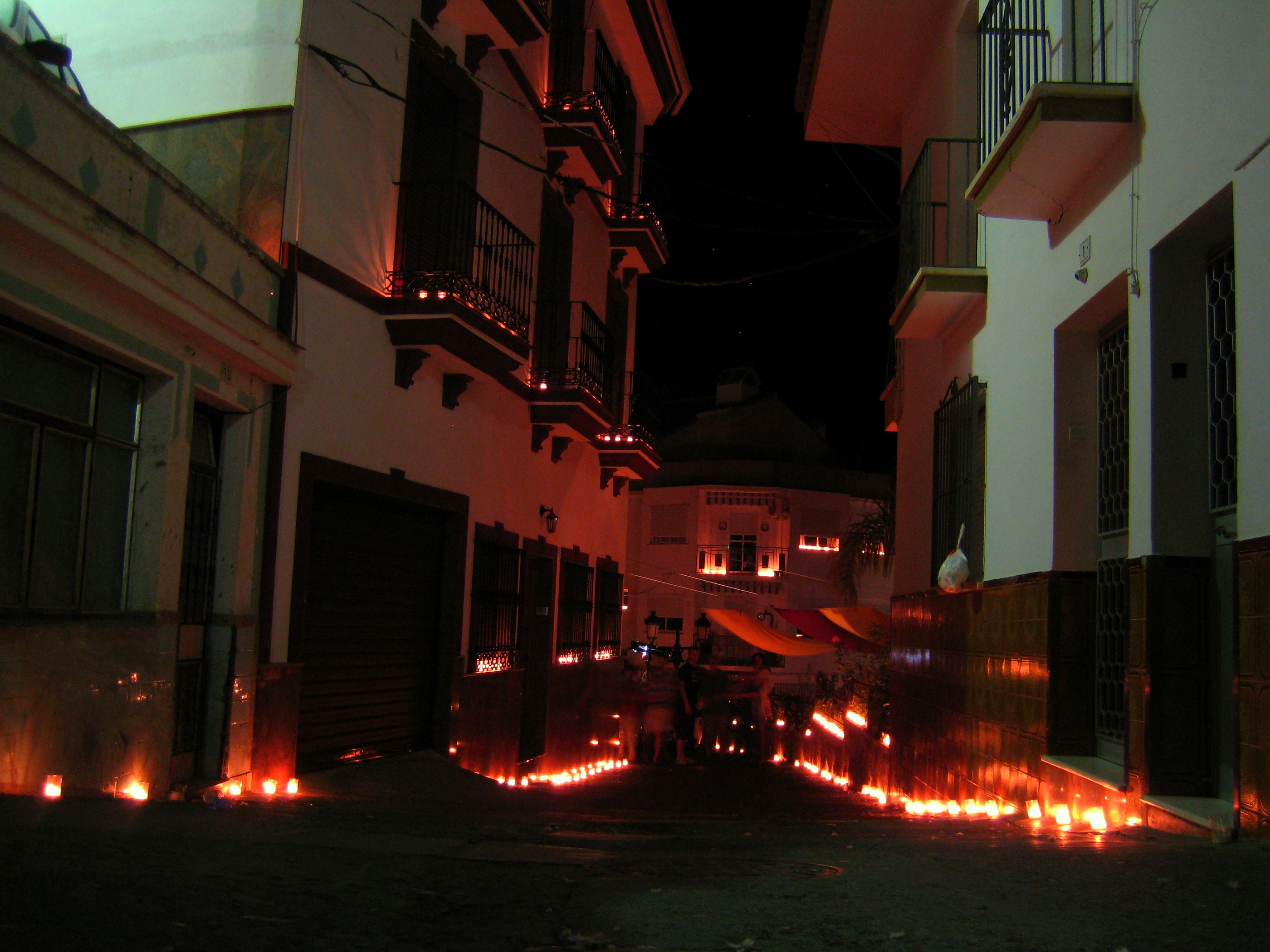
Guaro durante el festival.

El festival de la luna mora es un festival celebrado en Guaro, en la provincia de Málaga, España.
La programación del festival incluye conciertos de música andalusí, sefardí y andaluza, así como representaciones de teatro, exposiciones, talleres, degustaciones, danza del vientre y zoco morisco de artesanía, todo iluminado tan solo con la Luna y veinte mil y una velas. Las actividades se desarrollan en haimas y en las calles del caso antiguo del pueblo.
Durante el festival se rescatan platos de antiguos manuscritos de cocina andalusí, acompañados de la gastronomía tradicional andaluza y de música y danzas árabes. Además, hay cuentacuentos, que narran a los niños los cuentos más conocidos de la tradición árabe sobre reinos nazaríes y ciudades de oriente y pasacalles medievales que los introducen en las costumbres de la Andalucía musulmana.